# Парк Победы (Самара)
Парк Победы в Самаре находится на пересечении улиц Аэродромной и Энтузиастов в Советском районе города.

## История
Парк был открыт в 1977 году.
Площадь парка составляет около 13 га. В нём расположены следующие достопримечательности:
- памятник малолетним узникам фашистских концлагерей
- мемориал Победы в Великой Отечественной войне
- Вечный огонь
- памятник Д. М. Карбышеву
- бюст В. Ф. Маргелову
- образцы военной техники
- пруд с фонтаном
- часовня святых Бориса и Глеба

В парке работают аттракционы для детей и взрослых, работают летние кафе. Здесь также есть детские площадки. В центре парка посажена липовая аллея.

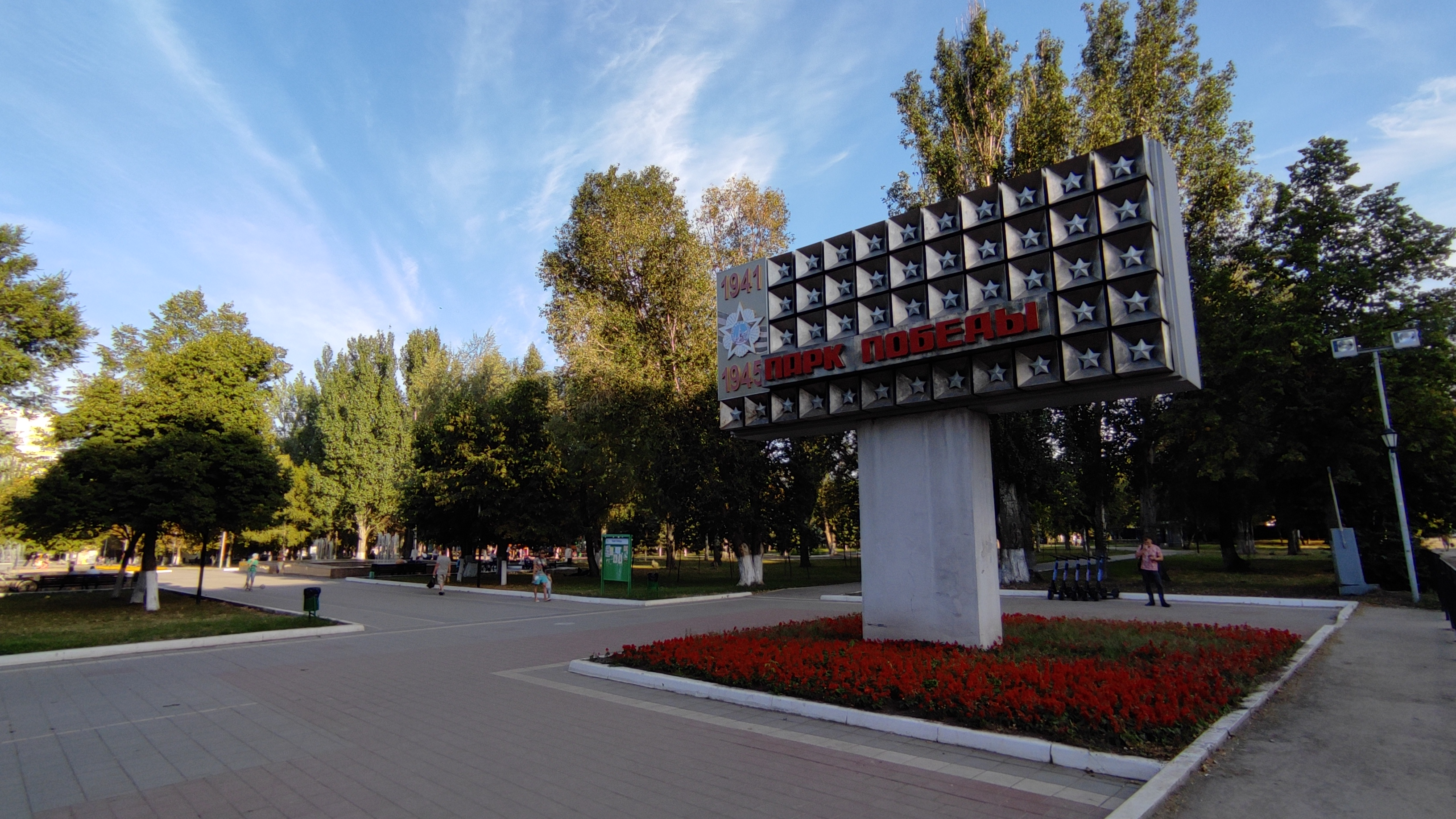
Вход в парк Победы со стороны улицы Энтузиастов
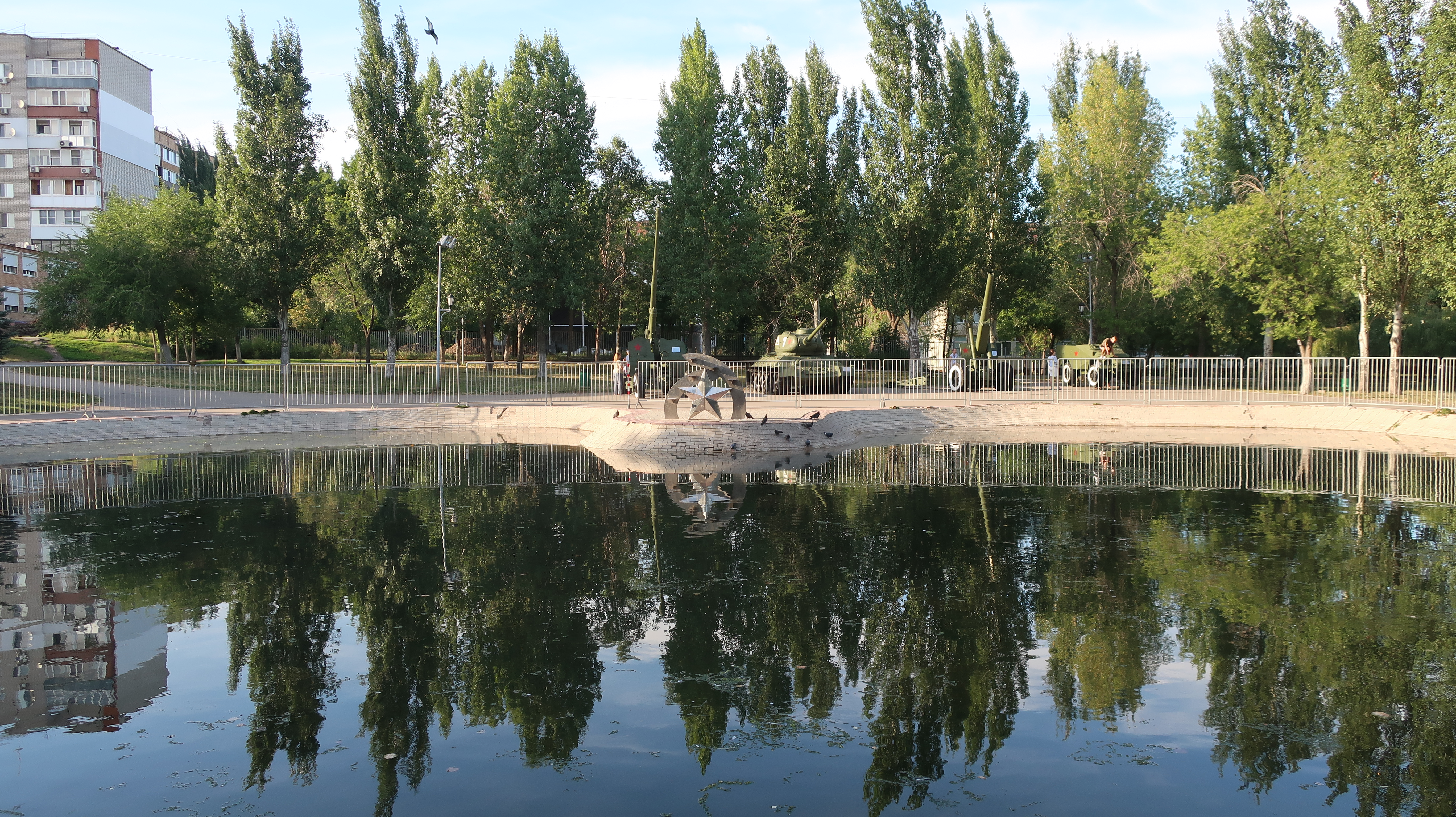
Пруд и экспозиция военной техники за ним
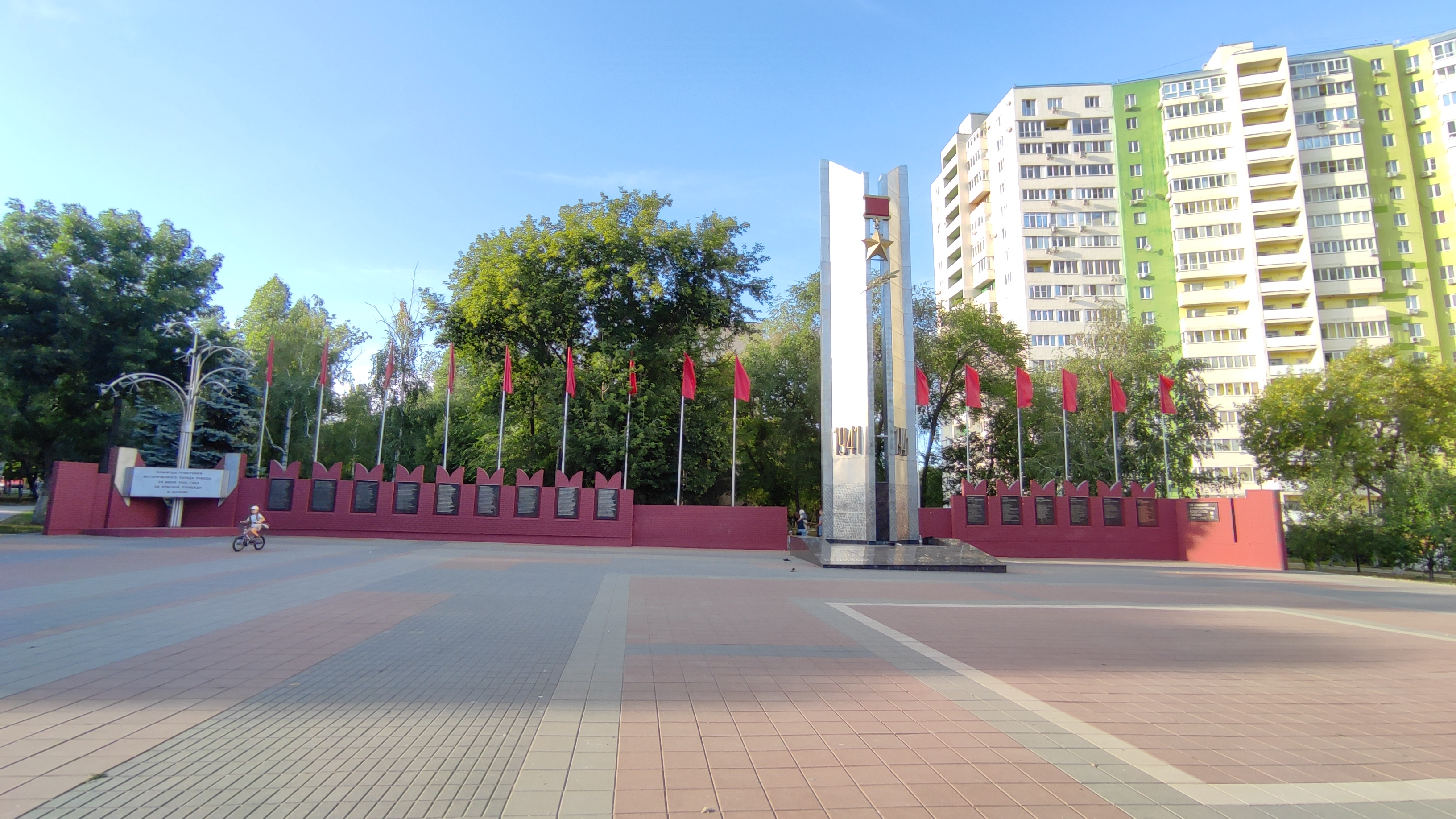
Мемориал Победы в парке